# Морални нихилизам
Морални нихилизам (такође познат као етички нихилизам или теорија грешке) је мета-етичко гледиште да ништа није морално добро или лоше.
Морални нихилизам се разликује од моралног релативизма, који дозвољава да нешто буде лоше у зависности од културе или појединца. Такође се разликује од експресивизма, према којем, када правимо моралне тврдње, "ми се не трудимо да опишемо какав је свет [...] издувавамо наше емоције тако што наређујемо другима да се понашају на одређени начин или откривамо план акције."
Нихилизам не значи да треба да се одрекнемо коришћења моралног или етичког језика, неки нихилисти тврде да то остаје користан алат.

## Форме нихилизма
Морални нихилисти се слажу да су тврдње попут "убиства су морално лоша" нетачне. Али друга гледишта нихилизма се разликују на два начина.
Неки могу да кажу да су такве тврдње ни тачне ни нетачне, док други могу да кажу да су све оне нетачне.
Нихилисти се разликују по пољу њихових теорија. Теоретичари грешке обично тврде да су само изразито моралне тврдње лажне; практични нихилисти тврде да не постоји разлог низа коју врсту понашања; неки нихилисти проширују ову тврдњу да укључи разлоге за веровање.

### Лажно или ни истинито ни лажно?
Џ. Л. Меки тврди да су моралне тврдње истините само ако постоје морална својства, али тако нешто не постоји. Стога су све такве тврдње лажне.
Друге верзије теорије тврде да моралне тврдње нису тачне, јер оне нису ни истините ни лажне. Овај облик моралног нихилизма тврди да морална уверења и тврдње претпостављају постојање моралних чињеница које не постоје. Размотримо, на пример, тврдњу да је садашњи краљ Француске ћелав. Неки тврде да ова тврдња није ни истинита, ни лажна, зато што то значи да сада постоји краљ Француске, а не постоји. Тврдња потиче од "пропуста претпоставке". Ричард Џојс (2001) тврди за овај облик моралног нихилизма под именом "фикционализам".

### Питање обима
Теорија грешке изграђена је на три принципа:
1. На свету не постоје моралне карактеристике; ништа није ни добро ни лоше.
2. Стога, ниједно морално осуђивање није истинито.
3. Међутим, наше искрене моралне одлуке покушавају, али никад не успеју, да опишу моралне особине ствари.

Стога, ми увек набасамо на грешку када размишљамо о моралним условима. Покушавамо да одредимо истину када правимо моралне судове. Али како нема моралне истине, све наше моралне тврдње су погрешне - отуда грешка. Ова три принципа доводе до закључка да нема моралних знања. Знање захтева истину. Ако нема моралне истине, не може бити моралних знања. Тако су моралне вредности чисто непостојеће.

## Аргументи нихилизма: Настраност
Најистакнутији аргумент нихилизма је аргумент из настраности. Меки тврди да не постоје објективне етичке вредности, тврдећи да би биле настране(чудне):
"Када би постојале објективне вредности, онда би то били ентитети или особине или односи врло чудне врсте, крајње другачије од свега осталог у универзуму."
Сви они који сматрају такве ентитете настраним, постоји разлог за сумњу у постојање објективних вредности.
У својој књизи Морал без основе: Одбрана етичког контекстуализма (1999), Марк Тимонс обезбеђује реконструкцију Макијевог става у форми два сродна аргумента. Они се заснивају на одбацивању својстава, чињеница и односа које се не уклапају у светски поглед филозофског натурализма, идеја "да је све - укључујући било какве одређене чињенице, својства и тако даље - представља део природног физичког света који наука истражује". Тимонс додаје да "недвосмислена привлачност ових перспектива у савременој филозофији без сумње произилази из пораста модерне науке и уверења да је наука наша најбоља могућност за откривање природе стварности".
Постоји неколико начина по којима су моралне особине наводно настране:
- наш обични морални дискурс наводи да се односи на суштински прописива својства и чињенице "које би нас некако мотивисале или нам пружиле разлоге за деловање независно од наших жеља и аверзије" - али таква својства и чињенице нису у складу са филозофским натурализмом.
- с обзиром на то да је објективно морално својство наводно надређено природним својствима (као што су биолошка или психолошка својства), однос између моралних особина и природних својстава је метафизички мистериозан и не одговара филозофском натурализму.
- морални реалист који се бави постојањем метафизичких настраних својстава, чињеница и односа, такође мора поставити и посебан начин по којима можемо да имамо сазнање о њима.

### Одговори и критике
Кристина Корсгард (1996) одговара Макију говорећи:
"Наравно да постоје ентитети који испуњавају ове критеријуме. Истина је да су они чудне врсте ентитета и њихова спознаја није као било шта друго. Али то не значи да они не постоје... Јер је то најпознатија чињеница људског живота да у свету постоје ентитети који нам могу рећи шта треба учинити и натерати нас да то учинимо. То су људи и друге животиње (Извори нормативности. стр. 166)"
Друге критике аргумента укључују напомену да за саму чињеницу да би такви ентитети морали бити нешто фудаментално другачији од онога што обично доживљавамо - и стога претежно ван наше сфере искуства - не можемо на први поглед имати разлога да сумњамо или потврдимо да потврдимо њихово постојање; стога, ако неко има независне основе за претпоставку таквих ствари да постоје (као што је нпр. свођење на противречност супротног), тада аргумент из настраности не може дати ниједан посебан разлог да се мисли другачије.

## Аргументи нихилизма: Објашњење импотенције
Гилберт Харман је тврдио да не морамо доћи до постојања објективних вредности како бисмо објаснили наша "морална запажања".

### Критика нихилизма
Критика моралног нихилизма долази првенствено од моралних реалиста, који тврде да постоје позитивне моралне истине. Ипак, критике настају из других антиреалистичних табора (тј. субјективиста и релативиста).
И даље остали критичари поричу да је основа моралне објективности нужно метафизичка. Морални натурализам, иако облик моралног реализма, слаже се са критиком нихилиста о метафизичким оправдањима за исправно и погрешно. Морални натуралисти преферирају да дефинишу "морал" у смислу опажања, где су неки чак и привлачни за науку моралности.